# チャッカブーツ

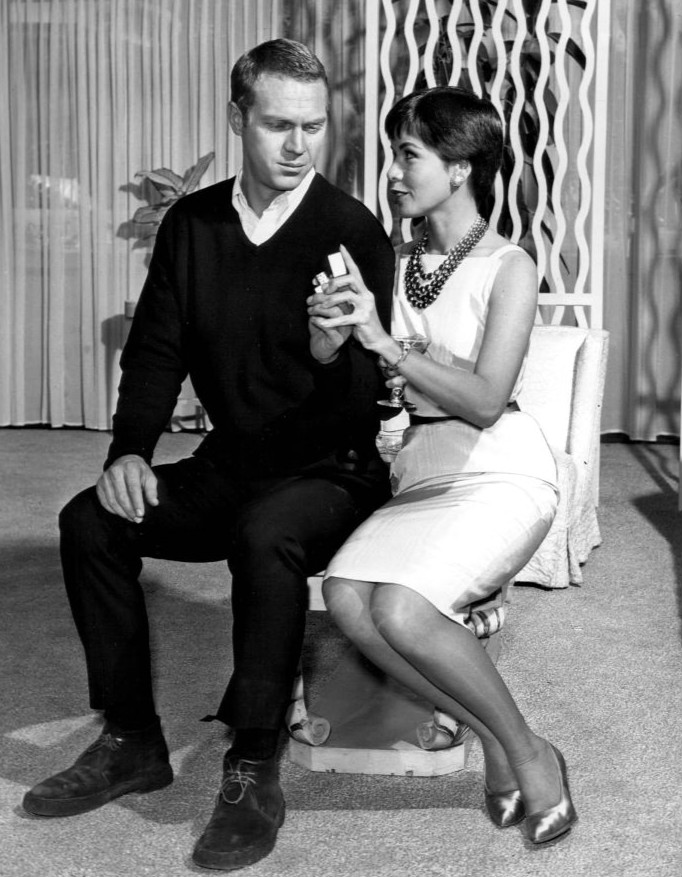
スティーブ・マックイーンとニール・アダムス ヒッチコック劇場第四集 - 南から来た男より（1960年）。チャッカブーツを履いたマックイーン

チャッカブーツ、チャッカーブーツ(Chukka boots)はくるぶし丈で複数の紐穴を持つ革靴である。
同様なブーツにデザートブーツ（Desert boots）、ジョージブーツ（George boots）がある。

## チャッカブーツ
チャッカブーツは様々なバリエーションがあるが、基本的なデザインは以下。
- くるぶし丈。
- 2～3組の紐穴・はと目を持つ。以前はそれ以上在る場合、チャッカブーツと呼ばれていなかったが、現代ではメーカー各社が、足へのフィット性を向上するためにシューレースホールを多く設けた製品をチャッカと呼んで製造・販売を行っている例は多い。
- 伝統的なデザインはカーフのスエード
- ラウンドトゥ
- 爪先革（Vamp）と腰革（Quarter）の2パーツが組み合わされており、それぞれひと続きの革で作られている。
- 薄いレザーソールを用いる（デザートブーツにはクレープソールやラバーソールが用いられる）。
- 伝統的にはライニングを用いない。

チャッカブーツがなぜそのように呼ばれるかは諸説ある。チャッカ（Chukker、またはChukka）とはポロ競技の競技時間の単位であり、1チャッカは7分30秒である。元来「chukkar」とはヒンディー語で円環や回転を表す言葉で、これがポロ競技に取り入れられた。チャッカブーツがポロ競技に用いられていた説もあるが、通常ポロ競技ではジョッパーブーツ等の乗馬靴を履いて競技を行い、チャッカブーツは用いられない。19世紀末頃、ポロ選手が試合後に履いていたジョッパーブーツに似たカジュアルなブーツが、いつしかチャッカブーツと呼ばれていったのではないかと考えられている。
チャッカブーツを有名にしたのはウィンザー公である。1920年代～1930年代に、ポロ競技にも精通し、ファッションアイコンであったウィンザー公がチャッカブーツをよく着用したため、多くの男性に浸透していった。
チャッカブーツはスポーツが由来のため、ダークスーツなどのフォーマルな装いには合わせない。しかし、フォーマル過ぎず、カジュアル過ぎないため、様々なシーンで使用することができる。たとえば礼を失することができない私服が必要な場合や、フォーマルすぎる服装をカジュアルダウンする場合などに重宝する。

## デザートブーツ

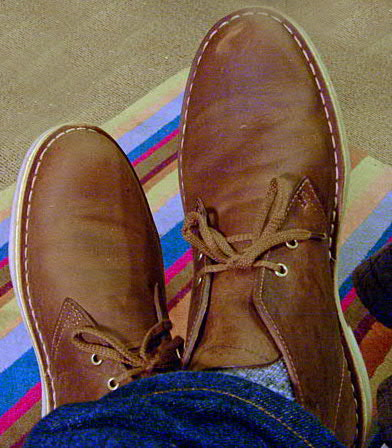
クラークス デザートブーツ

デザートブーツはチャッカブーツと同様なデザインで、2組の紐穴を持ち、靴底に天然ゴムを用いたブーツである。（近年では合成ゴムのソールもある。）
この靴は1950年にクラークス社（C&J Clark Ltd.）より発売され、1950年代から1960年代に流行した。
デザートブーツをデザインしたネイサン・クラーク(Nathan Clark)はクラークス社の創始者の一人、James Clarkのひ孫である。
ネイサンは1941年からイギリス王立陸軍戦務部隊員として当時のビルマに出兵し、ラングーンから重慶への中国軍への補給路確保の任務についていた。それと同時に、ネイサンは出兵前に兄弟から従軍中に世界中の靴を調査するように言われていた。1944年に北アフリカ戦線に参加していたイギリス第8軍がカシミアに移動した時に、ネイサンはイギリス第8軍の兵士の中に珍しい靴を履いている者を見つけた。その靴はくるぶし丈のスエードのブーツで、カイロのバザーで作られた靴であった。ネイサンは従軍中にその靴のスケッチとラフなパターンをイギリスサマセット州のクラークス社へ送っている。（ただしその靴が作成されるのは彼が帰国後である。）
ネイサンは帰国後、最初のデザートブーツを作成したが、当初社内ではその奇妙な靴が売れると思われていなかった。当時ネイサンは社内の海外向け製品の開発マネージャだったため、この靴の海外への販売を目指した。そこで、デザートブーツを1949年に開催されたシカゴの靴展示会に出展し、それがアメリカの歴史のあるファッション誌Esquireに紹介され注目を集めた。そのため、デザートブーツはイギリスより先にアメリカで発売され、アメリカで流行し、逆輸入される形でヨーロッパにも流行していった。
デザートブーツはライニングがなく、ソールもクレープソールのため、とても軽く、やわらかい。デザートブーツはチャッカブーツよりもカジュアルな靴と認識されており、ジーンズやチノ・パンツなどのリラックスした服装に合わせることが多い。

## ジョージブーツ

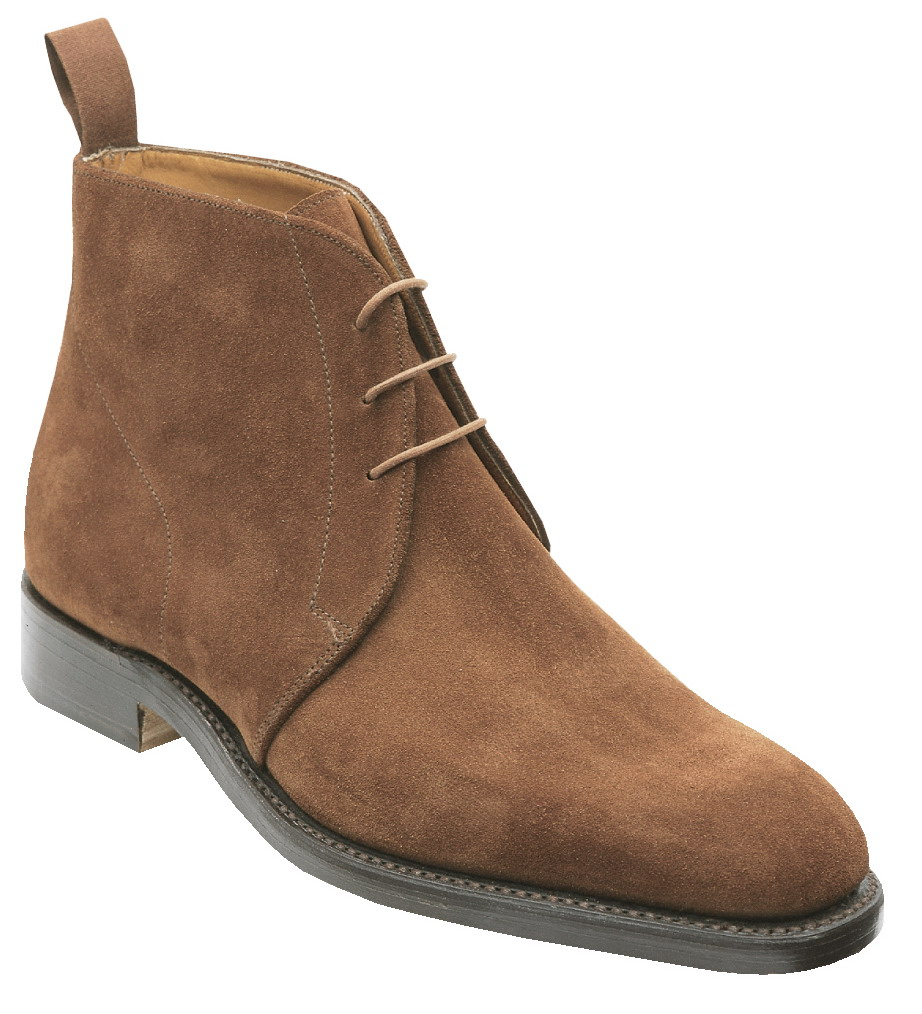
グレンソン ジョージブーツ

チャッカブーツと類似したデザインの靴としてジョージブーツがある。ジョージブーツは軍用ブーツが由来で、3組の紐穴が元来のデザインとされている。このブーツは将校の正装の夜会服にも用いられ、黒や茶色のカーフ、スエード、もしくはエナメルが用いられる。
ジョージブーツはジョージ6世がイギリス軍に命じて作らせた。1951年12月29日のイギリス一般紙デイリー・テレグラフ (The Daily Telegraph)において、新しい将校用のドレスブーツのデザインをジョージ6世が承認したことが記されている。それによるとジョージ6世はズボンの裾から靴紐が見えるのを好まず、高い位置に靴紐を配した。（そのため、チャッカブーツよりジョージブーツのほうが丈が若干丈が高い。）また、そのデザインは茶色で3組の紐穴があり、腰革がくるぶし丈で切られていることが述べられている。これが後にジョージブーツと呼ばれる靴となった。また、この靴は19世紀にケンブリッジ公が作成したショートカットのウエリントン・ブーツ（後にプリンス・ジョージと呼ばれるブーツ）があり、そのブーツを元に作成されたとも考えられている。
ジョージブーツは軍用靴でもあり、将校の正装の夜会服としてもデザインされているので、チャッカブーツより重厚な作りにもかかわらず、よりフォーマルなシルエットを持つデザインも多い。
しかし、チャッカブーツとジョージブーツは成り立ちが異なるものの、デザインが似ているため、近年ではその区別はあいまいで、明確な違いは無くなってきている。